# Marcelinho Carioca
Marcelinho Carioca (* 31. prosince 1971 Rio de Janeiro) je bývalý brazilský fotbalista.

## Reprezentační kariéra
Marcelinho Carioca odehrál za brazilský národní tým v letech 1998–2001 celkem 3 reprezentační utkání a vstřelil v nich 2 góly.

## Statistiky
| Brazílie | Brazílie | Brazílie |
| Roky     | Záp.     | Góly     |
| -------- | -------- | -------- |
| 1998     | 2        | 2        |
| 1999     | 0        | 0        |
| 2000     | 0        | 0        |
| 2001     | 1        | 0        |
| Celkem   | 3        | 2        |